# Олімпійський комітет Андорри
 Олімпійський комітет Андорри  (кат. Comitè Olímpic Andorrà) — організація, що представляє Князівство Андорра міжнародному олімпійському русі. Заснований у 1971 році; зареєстрований у МОК в 1975 році.
Штаб-квартира розташована у Андоррі-ла-Вельї. Є членом МОК, ЄОК і інших міжнародних спортивних організацій. Здійснює діяльність по розвитку спорту в Андоррі.